# Phrynomantis annectens
Phrynomantis annectens es una especie de anfibio anuro de la familia Microhylidae.

## Distribución geográfica
Esta especie se encuentra entre los 600 y 1200 m sobre el nivel del mar.
- en el suroeste de Angola;
- en el este de Namibia;
- en el noroeste de la Provincia Cabo del Norte, Sudáfrica.[5]

## Publicación original
- Werner, 1910 : Reptilia et Amphibia. Denkschriften, Medicinisch-naturwissenschaftliche Gesellschaft zu Jena, vol. 16, p. 279-370[6]